# THE RAMPAGE from EXILE TRIBE
THE RAMPAGE from EXILE TRIBE（ザ・ランペイジ・フロム・エグザイル・トライブ）は、日本のダンス&ボーカルグループ。LDH JAPAN所属。レーベルはrhythm zone。グループ名の"RAMPAGE"は暴れ回るという意味である。

## 略歴
2014年
- 4月、「VOCAL BATTLE AUDITION 4」の合格者からRIKU、川村壱馬、吉野北人、「GLOBAL JAPAN CHALLENGE」の参加者から長谷川慎、龍、鈴木昂秀、後藤拓磨、「EXILE PERFORMER BATTLE AUDITION」のファイナリストから与那嶺瑠唯、浦川翔平、武知海青、参加者からLIKIYA、陣、神谷健太、山本彰吾、岩谷翔吾、藤原樹が候補メンバーとして選出された。
- 7月7日 - 7月29日、正式メンバーの座をかけ「武者修行」を実施[2]。
- 9月12日、新木場STUDIO COASTで「武者修行ファイナル」が開催され、候補メンバー全員が正式メンバーとなった[3]。
- 11月18日、TBS系『週刊EXILE』の放送内で、LIKIYAと陣がリーダーに就任したことを発表[4]。

2016年
- 3月26日 - 4月17日、メンバーが3チームに分かれて47都道府県を回る「武者修行 2016 Get Ready to RAMPAGE」を実施[5]。
- 5月18日、代々木公園野外ステージで「武者修行 2016 Get Ready to RAMPAGE FINAL」を開催[5]。

2017年
- 1月25日、シングル「Lightning」でメジャーデビュー[6]。

## メンバー
公式サイトに準拠
- LIKIYA（リキヤ、1990年11月28日 - ） リーダー
- 陣（じん、1994年4月28日 - ） リーダー
- RIKU（リク、1994年8月10日 - ）ボーカル
- 神谷健太（かみや けんた、1995年5月27日 - ）
- 与那嶺瑠唯（よなみね るい、1995年8月16日 - ）
- 山本彰吾（やまもと しょうご、1995年10月6日 - ）
- 川村壱馬（かわむら かずま、1997年1月7日 - ）ボーカル
- 吉野北人（よしの ほくと、1997年3月6日 - ）ボーカル
- 岩谷翔吾（いわや しょうご、1997年3月11日 - ）
- 浦川翔平（うらかわ しょうへい、1997年5月23日 - ）
- 藤原樹（ふじわら いつき、1997年10月20日 - ）
- 武知海青（たけち かいせい、1998年2月4日 - ）
- 長谷川慎（はせがわ まこと、1998年7月29日 - ）
- 龍（りゅう、1998年9月9日 - ）
- 鈴木昂秀（すずき たかひで、1998年10月3日 - ）
- 後藤拓磨（ごとう たくま、1998年12月4日 - ）

## 作品
順位は、オリコン週間ランキングの最高位

### シングル
|    | 発売日         | タイトル                       | 順位 |
| -- | -------------- | ------------------------------ | ---- |
| 1  | 2017年1月25日  | Lightning                      | 2位  |
| 2  | 2017年4月19日  | FRONTIERS                      | 3位  |
| 3  | 2017年7月19日  | Dirty Disco                    | 5位  |
| 4  | 2017年11月8日  | 100degrees                     | 8位  |
| 5  | 2018年4月25日  | Fandango                       | 2位  |
| 6  | 2018年7月18日  | HARD HIT                       | 3位  |
| 7  | 2019年1月30日  | THROW YA FIST                  | 3位  |
| 8  | 2019年7月31日  | WELCOME 2 PARADISE             | 3位  |
| 9  | 2019年10月2日  | SWAG & PRIDE                   | 2位  |
| 10 | 2020年1月15日  | FULLMETAL TRIGGER              | 4位  |
| 11 | 2020年4月22日  | INVISIBLE LOVE                 | 2位  |
| 12 | 2020年9月30日  | FEARS                          | 6位  |
| 13 | 2020年12月9日  | MY PRAYER                      | 4位  |
| 14 | 2021年6月30日  | HEATWAVE                       | 2位  |
| 15 | 2021年10月27日 | LIVING IN THE DREAM            | 3位  |
| 16 | 2022年9月7日   | THE POWER                      | 4位  |
| 17 | 2022年10月19日 | ツナゲキズナ                   | 2位  |
| 18 | 2022年11月30日 | ROUND UP feat. MIYAVI/KIMIOMOU | 6位  |
| 19 | 2023年5月2日   | 16BOOSTERZ                     | 2位  |
| 20 | 2023年8月2日   | Summer Riot 〜熱帯夜〜/Everest | 1位  |
| 21 | 2023年11月8日  | 片隅                           | 2位  |
| 22 | 2024年5月8日   | CyberHelix                     | 3位  |
| 23 | 2024年7月24日  | 24karats GOLD GENESIS          | 1位  |
| 24 | 2024年10月30日 | Endless Happy-Ending           | 2位  |

### 配信限定シングル
| 配信日         | タイトル                          |
| -------------- | --------------------------------- |
| 2022年3月2日   | Change My Life                    |
| 2022年4月25日  | MY PRAYER - From THE FIRST TAKE   |
| 2022年4月25日  | Starlight - From THE FIRST TAKE   |
| 2023年2月20日  | NO GRAVITY - English Version      |
| 2023年11月24日 | What is done feat. BOOM BOOM CASH |
| 2024年12月17日 | Drown Out The Noise               |
| 2025年6月16日  | CyberHelix - From THE FIRST TAKE  |
| 2025年6月16日  | STARRY LOVE - From THE FIRST TAKE |

### 企画シングル
| 発売日        | タイトル               | 順位 |
| ------------- | ---------------------- | ---- |
| 2021年12月1日 | THE RAMPAGE FROM EXILE | 5位  |

### アルバム
|   | 発売日         | タイトル      | 順位 |
| - | -------------- | ------------- | ---- |
| 1 | 2018年9月12日  | THE RAMPAGE   | 2位  |
| 2 | 2019年10月30日 | THE RIOT      | 3位  |
| 3 | 2021年2月24日  | REBOOT        | 2位  |
| 4 | 2022年1月25日  | RAY OF LIGHT  | 2位  |
| 5 | 2023年2月22日  | ROUND & ROUND | 3位  |
| 6 | 2025年3月5日   | (R)ENEW       | 3位  |

### ベストアルバム
| 発売日        | タイトル | 順位 |
| ------------- | -------- | ---- |
| 2024年2月14日 | 16SOUL   | 2位  |
| 2024年2月14日 | 16PRAY   | 3位  |

### 配信限定ライブアルバム
| 配信日        | タイトル                                          |
| ------------- | ------------------------------------------------- |
| 2020年1月31日 | THE RAMPAGE LIVE TOUR 2017-2018 GO ON THE RAMPAGE |
| 2024年7月22日 | THE RAMPAGE LIVE TOUR 2024 "CyberHelix" RX-16     |

### 配信限定アルバム
| 配信日        | タイトル                        |
| ------------- | ------------------------------- |
| 2024年9月11日 | THE RAMPAGE REMIX ALBUM -RMX16- |

### 参加作品
| 発売日         | 曲名                  | 収録作品 |
| -------------- | --------------------- | --- |
| 2016年6月15日  | Unbreakable           | V.A.『HiGH&LOW ORIGINAL BEST ALBUM』                                                                                      |
| 2016年6月15日  | FIND A WAY            | V.A.『HiGH&LOW ORIGINAL BEST ALBUM』                                                                                      |
| 2019年7月3日   | SHOOT IT OUT          | GENERATIONS, THE RAMPAGE, FANTASTICS, BALLISTIK BOYZ from EXILE TRIBE 『BATTLE OF TOKYO 〜ENTER THE Jr.EXILE〜』          |
| 2019年7月3日   | Dead or Alive         | GENERATIONS, THE RAMPAGE, FANTASTICS, BALLISTIK BOYZ from EXILE TRIBE 『BATTLE OF TOKYO 〜ENTER THE Jr.EXILE〜』          |
| 2019年7月3日   | MIX IT UP             | GENERATIONS, THE RAMPAGE, FANTASTICS, BALLISTIK BOYZ from EXILE TRIBE 『BATTLE OF TOKYO 〜ENTER THE Jr.EXILE〜』          |
| 2019年7月3日   | 24WORLD               | GENERATIONS, THE RAMPAGE, FANTASTICS, BALLISTIK BOYZ from EXILE TRIBE 『BATTLE OF TOKYO 〜ENTER THE Jr.EXILE〜』          |
| 2021年1月1日   | WAY TO THE GLORY      | EXILE TRIBE「RISING SUN TO THE WORLD」                                                                                    |
| 2021年6月23日  | CALL OF JUSTICE       | GENERATIONS, THE RAMPAGE, FANTASTICS, BALLISTIK BOYZ from EXILE TRIBE 『BATTLE OF TOKYO TIME 4 Jr.EXILE』                 |
| 2021年6月23日  | Alternate Dimension   | GENERATIONS, THE RAMPAGE, FANTASTICS, BALLISTIK BOYZ from EXILE TRIBE 『BATTLE OF TOKYO TIME 4 Jr.EXILE』                 |
| 2021年6月23日  | UNTITLED FUTURE       | GENERATIONS, THE RAMPAGE, FANTASTICS, BALLISTIK BOYZ from EXILE TRIBE 『BATTLE OF TOKYO TIME 4 Jr.EXILE』                 |
| 2022年4月27日  | 金色のバトン          | Jr.EXILE「金色のバトン」                                                                                                  |
| 2022年12月28日 | Slam That Down        | V.A.『HiGH&LOW THE WORST BEST ALBUM』                                                                                     |
| 2023年7月19日  | JUSTICE IS BLIND      | GENERATIONS, THE RAMPAGE, FANTASTICS, BALLISTIK BOYZ, PSYCHIC FEVER from EXILE TRIBE 『BATTLE OF TOKYO CODE OF Jr.EXILE』 |
| 2024年8月7日   | Goodest Baddest       | V.A.『BATTLE OF TOKYO Jr.EXILE vs NEO EXILE』                                                                             |
| 2024年8月7日   | 24karats -type Jr.EX- | V.A.『BATTLE OF TOKYO Jr.EXILE vs NEO EXILE』                                                                             |
| 2024年9月27日  | AKANEGUMO             | EXILE TRIBE「AKANEGUMO」                                                                                                  |

### 映像作品
| 発売日        | タイトル                                                           | 順位 |
| ------------- | ------------------------------------------------------------------ | ---- |
| 2022年4月27日 | THE RAMPAGE LIVE TOUR 2021 "REBOOT" 〜WAY TO THE GLORY〜 THE FINAL | 2位  |
| 2025年3月5日  | THE RAMPAGE LIMITED LIVE 2024 *p(R)ojectR® at TOKYO DOME           | 3位  |

## タイアップ
| 曲名                   | タイアップ                                                                                             |
| ---------------------- | --- |
| Lightning              | ナイトロ・サーカス10周年ワールドツアー イメージソング                                                  |
| Lightning              | テレビ朝日系『お願い!ランキング』2017年1月度エンディングテーマソング                                   |
| ELEVATION              | JSBC SNOWTOWN 2016 CMソング                                                                            |
| FRONTIERS              | テレビ朝日系『お願い!ランキング』2017年4月度エンディングテーマソング                                   |
| Dirty Disco            | 第一興商「LIVE DAM STADIUM」CMソング                                                                   |
| 100degrees             | Honda Racing THANKS DAY Presents Honda Racing 青山GP ストライダー大会ファイナル in 赤坂サカス CMソング |
| 100degrees             | テレビ朝日『フリースタイルダンジョン』 エンディングテーマ                                              |
| 100degrees             | JSBC SNOWTOWN 2017-2018 CMソング                                                                       |
| DREAM YELL             | an CMソング                                                                                            |
| DREAM YELL             | フジテレビ系『めざましテレビ』25周年企画「日本つながるプロジェクト」第５弾応援ソング                   |
| Fandango               | 日本テレビ系『スッキリ!!』2018年4月テーマソング                                                        |
| HARD HIT               | TBS夏サカス2018テーマソング                                                                            |
| BREAKING THE ICE       | 森永製菓「ICE BOX」ICE BOX×THE RAMPAGE from EXILE TRIBEタイアップソング                                |
| BREAKING THE ICE       | NCC長崎文化放送「第100回全国高等学校野球選手権長崎大会」テーマソング                                   |
| BREAKING THE ICE       | OAB大分朝日放送「第100回全国高等学校野球選手権大分大会」挿入歌・エンディングテーマソング               |
| BREAKING THE ICE       | ABA青森朝日放送「第100回全国高等学校野球選手権青森大会」中継エンディング曲                             |
| BREAKING THE ICE       | yab山口朝日放送「2018年高校野球山口大会」オープニング曲                                                |
| BREAKING THE ICE       | YTS山形テレビ「第100回全国高校野球選手権山形大会」番組エンディング曲                                   |
| BREAKING THE ICE       | HAB北陸朝日放送「2018夏の高校野球」応援ソング                                                          |
| BREAKING THE ICE       | UX新潟テレビ21「2018熱闘ライブ」EDテーマ                                                               |
| BREAKING THE ICE       | テレビ埼玉「高校野球ダイジェスト2018」エンディングテーマ                                               |
| BREAKING THE ICE       | 2018 IAT岩手朝日テレビ「夏の高校野球岩手大会」テーマ曲                                                 |
| BREAKING THE ICE       | 千葉テレビ放送「高校野球ダイジェスト」エンディングテーマソング                                         |
| BREAKING THE ICE       | KKB鹿児島放送「第100回全国高等学校野球選手権記念鹿児島大会」中継エンディング曲                         |
| BREAKING THE ICE       | KFB福島放送「蔵出し映像満載！あぁ懐かしの高校野球」エンディングテーマ                                  |
| BREAKING THE ICE       | KSB瀬戸内海放送「第100回全国高等学校野球選手権岡山・香川大会」KSB高校野球応援ソング                    |
| BREAKING THE ICE       | 広島ホームテレビ「2018HOME夏の高校野球広島大会」テーマソング                                           |
| THROW YA FIST          | JSBC SNOWTOWN CMソング                                                                                 |
| Starlight              | MBS・TBS系 ドラマイズム『ゆうべはお楽しみでしたね』主題歌                                              |
| DOWN BY LAW            | TVアニメ『FAIRY TAIL』ファイナルシリーズ 第2クール オープニングテーマ                                  |
| SWAG & PRIDE           | 映画『HiGH&LOW THE WORST』主題歌                                                                       |
| SWAG & PRIDE           | KBCプロ野球中継イメージソング                                                                          |
| SUMMER DAYS            | 森永製菓「ICE BOX」ICE BOX×THE RAMPAGE from EXILE TRIBEタイアップソング                                |
| One More Kiss          | DHC「薬用リップクリーム」タイアップソング                                                              |
| FIRED UP               | 映画『HiGH&LOW THE WORST』劇中歌                                                                       |
| Move the World         | よみうりランド 「ジュエルミネーション」2019-2020 テーマソング                                          |
| Move the World         | AbemaTV『格闘代理戦争 K-1 FINAL WAR』エンディングテーマ                                                |
| Seasons                | BSS山陰放送『テレポート山陰』エンディングテーマ                                                        |
| SHOW YOU THE WAY       | 機動戦士ガンダム40周年記念「ガンダム×KEN OKUYAMA DESIGN×LDH JAPAN “G40プロジェクト”」テーマソング      |
| INTO THE LIGHT         | DHC「薬用ディープクレンジングオイル リニューブライト」タイアップソング                                 |
| FEARS                  | 東海テレビ オトナの土ドラ『恐怖新聞』主題歌                                                            |
| MY PRAYER              | ABEMA『恋する♥週末ホームステイ』主題歌                                                                 |
| ALL ABOUT TONIGHT      | 日本テレビ『RUN! RUN! RAMPAGE!!』テーマソング                                                          |
| YOUR LIFE YOUR GAME    | 森永製菓「ICEBOX」                                                                                     |
| TOP OF THE TOP         | ABEMA『格闘DREAMERS』オープニングテーマ曲                                                              |
| LIVING IN THE DREAM    | ディップ『バイトルPRO』CMソング                                                                        |
| OFF THE WALL           | MBS・TBS系 ドラマイズム『トーキョー製麺所』エンディング主題歌                                          |
| Moon and Back          | 舞台 REAL RPG STAGE「ETERNAL」メインテーマ曲                                                           |
| Stampede               | 舞台 REAL RPG STAGE「ETERNAL」挿入歌                                                                   |
| THE POWER              | 映画『HiGH&LOW THE WORST X』主題歌                                                                     |
| Fallen Butterfly       | 映画『HiGH&LOW THE WORST X』エンディングテーマ                                                         |
| ツナゲキズナ           | TBS系「2022年バレーボール女子世界選手権」公式テーマソング                                              |
| ツナゲキズナ           | BS-TBS「バレーボールネーションズリーグ2023」テーマソング                                               |
| ROUND UP feat. MIYAVI  | 映画『犯罪都市 THE ROUNDUP』日本版主題歌                                                               |
| KIMIOMOU               | テレビ東京 水ドラ25『キス×kiss×キス～メルティングナイト～』主題歌                                      |
| NO GRAVITY             | アートアクアリウム美術館 GINZA CMソング                                                                |
| Love Will Find A Way   | TVアニメ『六道の悪女たち』エンディングテーマ                                                           |
| ハジマリノウタ         | 東京インテリア CMソング                                                                                |
| Summer Riot ～熱帯夜～ | 読売テレビ制作・日本テレビ系 木曜ドラマ『彼女たちの犯罪』オープニングテーマ                            |
| Everest                | コラントッテ CMソング                                                                                  |
| Everest                | Samsung「Galaxy Z Flip4」コラボCMソング                                                                |
| Everest                | プレナス「ほっともっと」コラボCMソング                                                                 |
| 片隅                   | 映画『MY (K)NIGHT マイ・ナイト』主題歌                                                                 |
| CyberHelix             | 日本テレビ系『DayDay.』2024年5月度エンディングテーマ                                                   |
| Let’s Go Crazy         | 東京インテリア CMソング                                                                                |
| Let’s Go Crazy         | 日本テレビ系『RUN！RUN！RAMPAGE X』主題歌                                                              |
| BALMY BALMY            | VAMM SMART FIT WATER SPARKLING CMソング                                                                |
| Endless Happy-Ending   | TVアニメ『FAIRY TAIL 100年クエスト』オープニングテーマ                                                 |
| BURN                   | 味覚糖 「コロロ」 CMソング                                                                             |
| BURN                   | 長崎文化放送『スポ魂☆ながさき』2025年3月度エンディング                                                 |
| Drown Out The Noise    | 映画『遺書、公開。』主題歌                                                                             |

## ライブ・イベント

### 単独
- 12月01日：兵庫・神戸国際会館
- 12月02日：愛媛・松山市民会館
- 12月08日：静岡・静岡市民文化会館 大ホール
- 12月18日：東京・人見記念講堂
- 12月23日：福岡・福岡サンパレス
- 1月12日：愛知・名古屋国際会議場 センチュリーホール
- 1月13日：広島・広島文化学園HBGホール
- 1月15日、1月16日：大阪・オリックス劇場
- 1月20日：宮城・仙台サンプラザホール
- 2月04日：新潟・新潟県民会館
- 3月10日、3月11日：東京・人見記念講堂
- 3月21日：高知・高知県立県民文化ホール オレンジホール
- 3月22日：徳島・鳴門市文化会館
- 3月28日：東京・NHKホール
- 4月01日：山口・周南市文化会館
- 4月04日：和歌山・和歌山県民文化会館 大ホール
- 4月06日、4月07日：京都・ロームシアター京都 メインホール
- 4月12日：岡山・倉敷市民会館
- 4月13日：香川・レクザムホール 大ホール
- 4月15日：鳥取・米子コンベンションセンター BiG SHiP
- 4月21日：福井・フェニックス・プラザ 大ホール
- 4月22日：石川・本多の森ホール
- 4月26日：秋田・秋田県民会館
- 4月28日：北海道・ニトリ文化ホール
- 4月30日：青森・リンクステーションホール青森
- 5月06日：山梨・コラニー文化ホール
- 5月09日：熊本・市民会館シアーズホーム夢ホール
- 5月11日：大分・iichiko総合文化センター
- 5月12日：宮崎・宮崎市民文化ホール
- 5月18日：佐賀・佐賀市文化会館
- 5月19日：長崎・長崎ブリックホール
- 5月24日：滋賀・滋賀県立芸術劇場 びわ湖ホール
- 5月26日：奈良・なら100年会館 大ホール
- 5月27日：島根・島根県民会館
- 5月31日：長野・キッセイ文化ホール
- 6月01日：富山・オーバード・ホール
- 6月08日：栃木・宇都宮市文化会館
- 6月10日：福島・郡山市民文化センター
- 6月15日：岩手・奥州市文化会館 Zホール
- 6月17日：山形・やまぎんホール
- 6月19日：群馬・ベイシア文化ホール
- 6月20日：茨城・茨城県立県民文化センター
- 6月28日、6月29日：神奈川・よこすか芸術劇場
- 7月04日：埼玉・大宮ソニックシティ 大ホール
- 7月06日：鹿児島・鹿児島市民文化ホール 第一
- 7月09日：沖縄・沖縄コンベンションセンター 劇場
- 7月13日：三重・三重県文化会館 大ホール
- 7月14日：岐阜・長良川国際会議場
- 7月18日、7月19日：千葉・市川市文化会館 大ホール
- 8月13日、8月14日、8月16日、8月17日：大阪・グランキューブ大阪 大ホール

- 2月06日、2月07日：静岡・エコパアリーナ
- 2月10日、2月11日：新潟・朱鷺メッセ 新潟コンベンションセンター
- 2月19日、2月20日：大阪・大阪城ホール
- 2月23日、2月24日：熊本・グランメッセ熊本
- 3月09日、3月10日：宮城・セキスイハイムスーパーアリーナ
- 3月16日、3月17日：福井・サンドーム福井
- 3月23日、3月24日：長野・エムウェーブ
- 4月03日、4月04日：和歌山・和歌山ビッグホエール
- 4月13日、4月14日：広島・広島グリーンアリーナ
- 4月20日、4月21日、4月23日、4月24日：埼玉・さいたまスーパーアリーナ
- 4月28日、4月29日：福岡・マリンメッセ福岡
- 5月18日、5月19日：三重・三重県営サンアリーナ
- 5月25日、5月26日：北海道・真駒内セキスイハイムアイスアリーナ

- 2月05日、2月06日：静岡・エコパアリーナ
- 2月23日、2月24日：三重・三重県営サンアリーナ

新型コロナウイルスによる政府の自粛要請に従い中止
- 2月27日、2月28日：東京・武蔵野の森総合スポーツプラザ メインアリーナ
- 8月28日、8月29日：宮城・セキスイハイムスーパーアリーナ（振替公演）

- 3月17日：香川・レクザムホール 大ホール
- 3月19日：静岡・静岡市民文化会館 大ホール
- 3月25日：長野・ホクト文化ホール
- 3月31日：徳島・アスティとくしま
- 4月02日：鳥取・とりぎん文化会館 梨花ホール
- 4月14日、4月15日：東京・東京ガーデンシアター
- 4月20日：青森・リンクステーションホール青森
- 4月27日：福井・フェニックス・プラザ 大ホール
- 4月28日：和歌山・和歌山県民文化会館 大ホール

THE RAMPAGE LIVE TOUR 2021 "REBOOT" 〜WAY TO THE GLORY〜
- 7月01日、7月02日、7月04日、7月05日：大阪・大阪城ホール
- 7月09日、7月10日、7月11日：福岡・マリンメッセ福岡 A館
- 7月17日、7月18日：東京・東京ドーム
- 7月24日、7月25日：新潟・朱鷺メッセ 新潟コンベンションセンター
- 8月14日、8月15日：宮城・セキスイハイムスーパーアリーナ
- 8月21日、8月22日：長野・長野市オリンピック記念アリーナ エムウェーブ
- 8月28日、8月29日：青森・盛運輸アリーナ
- 11月23日、11月24日：愛知・日本ガイシホール
- 11月27日、11月28日：広島・広島グリーンアリーナ
- 12月04日、12月05日：福井・サンドーム福井
- 12月14日、12月15日：千葉・幕張メッセ 国際展示場ホール

- 4月16日：青森・盛運輸アリーナ
- 5月07日、5月08日：千葉・幕張メッセ 国際展示場ホール
- 5月28日、5月29日：福岡・マリンメッセ福岡 A館
- 6月11日、6月12日：静岡・エコパアリーナ
- 6月29日、6月30日：愛知・日本ガイシホール
- 8月13日、8月14日：長野・長野市オリンピック記念アリーナ エムウェーブ
- 9月14日、9月15日：大阪・大阪城ホール
- 9月18日、9月19日：福井・サンドーム福井（2日目は台風14号の影響で中止）[30]
- 11月05日、11月06日：福岡・マリンメッセ福岡 A館
- 11月12日、11月13日：大阪・大阪城ホール
- 11月19日、11月20日：宮城・セキスイハイムスーパーアリーナ
- 11月26日、11月27日：静岡・エコパアリーナ
- 12月24日：新潟・朱鷺メッセ 新潟コンベンションセンター
- 12月29日、12月30日：東京・有明アリーナ

- 5月27日、5月28日：静岡・エコパアリーナ
- 6月21日、6月22日、6月24日、6月25日：東京・有明アリーナ
- 7月08日、7月09日：宮城・セキスイハイムスーパーアリーナ
- 8月19日、8月20日：福岡・西日本総合展示場 新館
- 9月12日、9月13日、9月14日：大阪・大阪城ホール

THE RAMPAGE LIVE TOUR 2023 "16" NEXT ROUND
- 10月03日、10月04日、10月05日：愛知・日本ガイシホール
- 10月24日、10月25日、10月26日：大阪・大阪城ホール
- 12月02日、12月03日：福井・サンドーム福井
- 12月13日、12月14日：埼玉・さいたまスーパーアリーナ
- 12月23日、12月24日：新潟・朱鷺メッセ 新潟コンベンションセンター

- 4月06日、4月07日：長野・ビッグハット
- 4月13日、4月14日：埼玉・さいたまスーパーアリーナ
- 4月20日、4月21日：三重・三重県営サンアリーナ
- 5月11日、5月12日：宮城・セキスイハイムスーパーアリーナ
- 5月19日、5月19日：広島・広島グリーンアリーナ
- 6月08日、6月09日：北海道・真駒内セキスイハイムアイスアリーナ
- 6月15日、6月16日：大阪・大阪城ホール
- 6月23日、6月24日：熊本・グランメッセ熊本
- 6月29日：新潟・朱鷺メッセ 新潟コンベンションセンター
- 7月03日、7月04日：静岡・エコパアリーナ
- 7月20日、7月21日：千葉・ららアリーナ 東京ベイ

- 9月11日、9月12日：東京・東京ドーム

- 3月01日、3月02日：静岡・エコパアリーナ
- 3月15日、3月16日：神奈川・横浜アリーナ
- 4月09日：埼玉・さいたまスーパーアリーナ
- 4月19日、4月20日：福井・サンドーム福井
- 6月07日、6月08日：福岡・マリンメッセ福岡 A館
- 6月21日、6月22日：広島・広島グリーンアリーナ
- 7月01日、7月02日：大阪・大阪城ホール
- 7月05日、7月06日：宮城・グランディ・21 宮城県総合運動公園
- 7月24日、7月25日：愛知・ポートメッセなごや 第1展示館
- 8月02日：熊本・グランメッセ熊本
- 9月06日、9月07日：大阪・大阪城ホール

THE RAMPAGE LIVE TOUR 2025 "PRIMAL SPIDER" 〜巡らせる糸〜
- 6月03日：宮崎・宮﨑市民文化ホール
- 6月10日：長崎・べネックス長崎ブリックホール
- 6月26日：香川・レクザムホール 大ホール
- 7月18日：青森・リンクステーションホール青森
- 7月29日：鳥取・米子コンベンションセンター BiG SHiP
- 8月04日：山口・KDDI維新ホール
- 8月13日：群馬・高崎芸術劇場
- 8月25日：岡山・倉敷市民会館
- 8月29日：北海道・札幌文化芸術劇場 hitaru
- 9月01日：和歌山・和歌山県民文化会館 大ホール
- 9月03日：滋賀・滋賀県立芸術劇場びわ湖ホール
- 10月15日：兵庫・神戸国際会館 こくさいホール
- 10月17日：山梨・YCC県民文化ホール
- 10月21日：新潟・新潟県民会館
- 11月01日：沖縄・沖縄コンベンションセンター 劇場

THE RAMPAGE LIVE TOUR 2025 "PRIMAL SPIDER" 〜Borderless Threads〜
- 7月20日：台北・Legacy TERA[37]
- 11月8日：バンコク・BCC HALL 5FL., Central Ladprao[38]

### 合同
- HiGH&LOW THE LIVE（2016年7月22日 - 10月3日）[39]
- THE NINE WORLDS presents 九楽舞 博多座（2017年3月31日 - 4月2日）[40]
- BATTLE OF TOKYO 〜ENTER THE Jr. EXILE〜（2019年7月4日 - 7月7日）
- LDH PERFECT YEAR 2020 COUNTDOWN LIVE 2019▶︎2020 "RISING"（2019年12月31日）
- EXILE TRIBE LIVE TOUR 2021 "RISING SUN TO THE WORLD"（2021年3月10日 - 6月28日）[41]
- iCON Z 2022 〜Dreams For Children〜（2022年5月21日）[42]
- BATTLE OF TOKYO 〜TIME 4 Jr.EXILE〜（2022年7月21日 - 7月24日）
- Jr.EXILE LIVE-EXPO 2022（2022年12月31日）[43]
- BATTLE OF TOKYO 〜CODE OF Jr.EXILE〜（2023年7月21日 - 7月30日）
- LDH LIVE-EXPO 2023（2023年12月30日 - 12月31日）[44]
- BATTLE OF TOKYO 〜Jr.EXILE vs NEO EXILE〜（2024年8月10日 - 8月12日）[45]
- LDH LIVE-EXPO 2024 -EXILE TRIBE BEST HITS-（2024年10月26日 - 10月27日）[46]
- FINAL ROUND -LDH D.LEAGUER AUDITION-（2025年7月11日）[47]

### 配信
- LIVE×ONLINE（2020年7月8日：ABEMA、以下同じ）[48]
- LIVE×ONLINE IMAGINATION（2020年9月19日）[49]
- LIVE×ONLINE INFINITY "HALLOWEEN"（2020年10月30日）[50]
- LIVE×ONLINE BEYOND THE BORDER（2020年12月22日）[51]
- LIVE×ONLINE COUNTDOWN 2020▶︎2021 "RISING SUN TO THE WORLD"（2020年12月31日）[52]
- ABEMA×LDH ONLINE X'mas LIVE PARTY（2021年12月9日）[53]
- LIVE×ONLINE COUNTDOWN 2021▶︎2022（2021年12月31日）[54]
- ABEMA×LDH ONLINE限定ライブ THE RAMPAGE 2022（2022年10月31日）[55]

### ファンクラブイベント
- THE RAMPAGE OFFICIAL FAN CLUB EVENT 2023 "THE RAVERS DAY"（2023年6月16日：豊洲PIT）[56]
- THE RAMPAGE OFFICIAL FAN CLUB EVENT 2024 "THE RAVERS DAY" CyberHelix AFTER PARTY IN OSAKA（2024年6月16日：大阪城ホール）[57]
- THE RAMPAGE OFFICIAL FAN CLUB EVENT 2025 "THE RAVERS DAY"（2025年6月16日：パシフィコ横浜）[58]

### 番組連動イベント
- RUN! RUN! RAMPAGE!! 〜FIGHT & LIVE SHOW〜 in YOKOHAMA ARENA（2021年6月16日、6月17日：横浜アリーナ）[59]
- RUN! RUN! RAMPAGE X FIGHT & LIVE SHOW（2024年1月23日、1月24日：横浜アリーナ）[60]
- RUN RUN RAMPAGE! ランラン・ダンス天国 〜SUMMER DANCE FESTIVAL 2025〜（2025年8月26日、8月27日：有明アリーナ）[注釈 1]

### その他のイベント
- ABEMA×LDH 2021 スペシャルファンミーティング@EXILE TRIBE STATION in YOKOHAMA（2021年9月8日：山下埠頭内特設会場）[62]
- ABEMA×LDH THE RAMPAGE SPECIAL FAN MEETING 2022（2022年9月21日：豊洲PIT）[63]
- 2023 THE RAMPAGE 1st FAN CONCERT in SEOUL 〜THE BEGINNING〜（2023年11月18日：KINTEX）[64]
- THE RAMPAGE FAN EVENT in THAILAND（2023年12月8日）[65]
- THE RAMPAGE FAN EVENT in THAILAND 2024（2024年6月3日）[66]
- 2024 THE RAMPAGE FAN MEETING〜DEAR RAVERS in SEOUL〜（2024年11月16日）[67]
- THE RAMPAGE FAN EVENT in TAIPEI 2024（2024年12月1日）[68]

### サポートメンバーとして参加
- EXILE TRIBE PERFECT YEAR 2014 SPECIAL STAGE "THE SURVIVAL" IN SAITAMA SUPER ARENA 10DAYS（2014年6月）
- EXILE TRIBE PERFECT YEAR LIVE TOUR TOWER OF WISH 2014 〜THE REVOLUTION〜（2014年9月 - 12月）[69]
- 三代目J Soul Brothers LIVE TOUR 2015「BLUE PLANET」（2015年5月 - 10月）[70]
- EXILE LIVE TOUR 2015 "AMAZING WORLD"（2015年9月 - 12月）[71]
- EXILE THE SECOND LIVE TOUR 2016-2017 "WILD WILD WARRIORS"（2016年10月 - 2017年5月）[5]

## 出演

### テレビ番組
- 週刊EXILE（2014年 - 2021年、TBS）[72]
- RUN! RUN! RAMPAGE!!（2021年3月 - 5月、日本テレビ）[73]
  - RUN! RUN! RAMPAGE X（2023年10月 - 11月）[74]
  - RUN RUN RAMPAGE! ランラン・ダンス天国（2025年5月 - 7月）[75]
- THE RAMPAGE＋THE RAMPAGE（2022年11月 - 2023年1月、ダンスチャンネル）[76]
  - THE RAMPAGE＋THE RAMPAGE SEASON2（2023年7月 - 9月）[77]
- THE RAMPinGOOD（2023年10月 - 2024年3月、メ～テレ）[78]
  - THE RAMPinGOOD SEASON2（2025年1月 - 3月）[79]
- ランファンQUEST（2024年4月 - 、TBS）[80]
- Rising Sun 〜後戻りはしないOne Way Road〜 第1回 - 第10回（2024年8月 - 11月、ABCテレビ）[81]
- STAGE RAMPAGE（2024年10月 - 11月、ABCテレビ）[82][83]

### テレビドラマ
- ナイトヒーロー NAOTO 第1話・第6話（2016年4月 - 5月、テレビ東京）- エンディングダンス[84]
- 王様戦隊キングオージャー第38話（2023年11月26日、テレビ朝日）- 写真出演[85]

### 配信番組
- てっぺんとるぞ THE RAMPAGE（2018年8月 - 10月、GYAO!）[86]
  - てっぺんとるぞ THE RAMPAGE シーズン2（2018年11月 - 2019年3月）[87]

### ラジオ
- WEEKEND THE RAMPAGE（2017年10月 - 、bayfm）[88]
- RMPG DOPE STATION（2019年1月 - 2024年6月、block.fm）[89][90]
- オンラジ! 〜THE RAMPAGEのオンビートラジオ〜（2022年11月 - 2025年3月、MBSラジオ）[91]

### ミュージックビデオ
- EXILE THE SECOND
  - 「One Time One Life」（2016年6月）[92]
  - 「YEAH!! YEAH!! YEAH!!」（2016年7月）[93]
  - 「Shut up!! Shut up!! Shut up!!」（2016年8月）[94]
  - 「WILD WILD WILD」（2016年9月）[95]

### CM
- コラントッテ（2023年）[96]
- UHA味覚糖「コロロ」（2023年）[97]

### ゲーム
- キャラだん (2023年8月21日 - 2024年3月31日、iOS / Android、LDH DIGITAL)[98][99]

### その他
- 109MEN'S シーズンモデル（2016年）[100]
- ナイトロ・サーカス スペシャルサポーター（2016年 - 2017年）[101]
- パーソルキャリア「an」WEB-CM（2017年）[102]
- 森永製菓「ICE BOX」イメージキャラクター（2018年 - 2021年）[103]
- DHC
  - 「DHC薬用リップクリーム」コラボレーションアイテム（2019年）[104]
  - 「DHC薬用ディープクレンジングオイル リニューブライト」（2020年）[105]
- UHA味覚糖「BUZZコロロPROJECT」（2022年）[106]
- 明治 VAAM公式アンバサダー（2023年 - 2024年）[107][108]
- 大阪・関西万博 スペシャルサポーター（2023年 - 2025年）[109]

## 書籍
- 日経エンタテインメント！THE RAMPAGE 7th ANNIVERSARY BOOK「16 Future」（2024年2月13日、日経BP）ISBN 978-4-296-20428-1[110]
- THE RAMPAGE2冊組フォトブック「WE R」（2025年5月20日、幻冬舎）[111]

## 受賞
- MTV VMAJ 2017 最優秀邦楽新人アーティストビデオ賞「Lightning」（2017年）[112]
- Asia Artist Awards ニューウェーブ賞（2017年）[113]
- 第32回 日本ゴールドディスク大賞 ベスト5ニューアーティスト賞（邦楽部門）[114]
- MTV VMAJ 2021 最優秀ラテンビデオ賞「HEATWAVE」（2021年）[115]
- MTV VMAJ 2022 最優秀振付け賞「RAY OF LIGHT」（2022年）[116]
- Asia Artist Awards ベストアーティスト賞（2022年）[117]
- ASIA STAR ENTERTAINER AWARDS 2024 「ASEA THE BEST STAR JAPAN」（2024年）[118]
- ASIA STAR ENTERTAINER AWARDS 2025 「THE PLATINUM」（2025年）[119]

## 備考
RAVERS
THE RAMPAGEのファンネーム。デビュー6周年の2023年1月25日に発表された。6月16日を新たな記念日「RAVERS DAY」としたことも同時に発表された。
*p(R)ojectR®
THE RAMPAGEのアパレルブランド。2023年4月に発表された。
GL-16 〜THE RAMPAGE BOOKS〜
幻冬舎とLDH JAPANによるプロジェクト。メンバーの書籍を2024年7月から2025年6月まで12カ月連続で刊行する。